# Ӯ
La Ӯ (mayúscula Ӯ, minúscula ӯ) es una letra cirílica utilizada en el idioma tayiko, el sami kildin, el mansi, el rusino y el dialecto de Bering del Idioma aleutiano.

## Descripción
La Ӯ es una modificación de la У con un macrón (¯), a pesar de ser una modificación de la У, la Ӯ produce el sonido /ɵ/ mientras que la У produce el sonido /u/, por lo que lo único que se parecen son en el que son redondeadas.
En el tayiko es la vigésimo quinta letra del alfabeto. En el idioma rusino, un idioma eslavo de Europa oriental, la Ӯ tiene el sonido /y/ y en algunos dialectos la /u/. Es la única lengua eslava en usar la Ӯ.
En el mansi y el sami kildin se usa el Ӯ con un sonido alargado de la vocal /u/.
En el dialecto de Bering del idioma aleutiano la Ӯ es la trigésimo sexta letra del alfabeto y se usa a modo de reemplazo del dígrafo "Uu", produce el sonido /u/.

## Códigos
| Codificación | Tipo      | Hexadecimal | decimal |
| ------------ | --------- | ----------- | ------- |
| Unicode      | Mayúscula | U+04EE      | 1262    |
| Unicode      | Minúscula | U+04EF      | 1263    |
| UTF-8        | Mayúscula | D3 AE       | 211 174 |
| UTF-8        | Minúscula | D3 AF       | 211 175 |